# Personalauswahl
Personalauswahl (auch: Personalselektion) bezeichnet die Zuweisung von Stellenaspiranten (interne und externe Bewerbende) zu Arbeitsplätzen unter wirtschaftlichen, rechtlichen, sozialen und ideologischen Rahmenbedingungen und mittels Rekrutierung und Auswahltechniken, die im Idealfall eignungsdiagnostisch fundiert sind. Die Personalauswahl ist ein wesentliches Element der Personalbeschaffung.
Bei der Personalauswahl geht es um:
- Entwicklung von Kriterien,
- Bestimmung von Vorhersagekennwerten,
- Einstufung von Arbeitsleistungen,
- Bestimmung des Zusammenhangs von Vorhersagewert und wirklicher Arbeitsleistung,
- Auswahl unter beobachteten Personen.[1]

Im Verlauf des Auswahlprozesses werden Informationen über die Bewerbenden gewonnen, die zu einer angemessenen Entscheidung führen sollen. Welcher Art und Güte diese Informationen sind, kann durch die Wahl der Verfahren und Art ihrer Anwendung gesteuert werden. Je nach Anforderungen, Auftrag und persönlichen Vorstellungen der Urteilenden sind Unterschiede anzunehmen.
Beurteilungskriterien für den Erfolg eines Personalauswahlsystems sind neben der Akzeptanz der Methoden und des Prozesses bei den Bewerbenden insbesondere die Objektivität, die Messgenauigkeit der eingesetzten Verfahren (Reliabilität) und die prognostische Qualität. Letztere wird als prognostische Validität bezeichnet. Die methodischen Anforderungen an den Prozess der Personalauswahl sind in der DIN 33430 beschrieben („Anforderungen an Verfahren und deren Einsatz bei berufsbezogenen Eignungsbeurteilungen“).
Die Bezeichnung Personalselektion ist in diesem Bereich auch zu finden. Hier ist zu beachten, dass in der psychologischen Diagnostik „Selektionsentscheidung“ als Bezeichnung für kategoriale dichotome Entscheidungen üblich ist und in der an der englischen Sprache orientierten Psychologie selection dort die gebräuchliche Bezeichnung für „Auswahlverfahren“ ist.